# Future Fencing Werbach

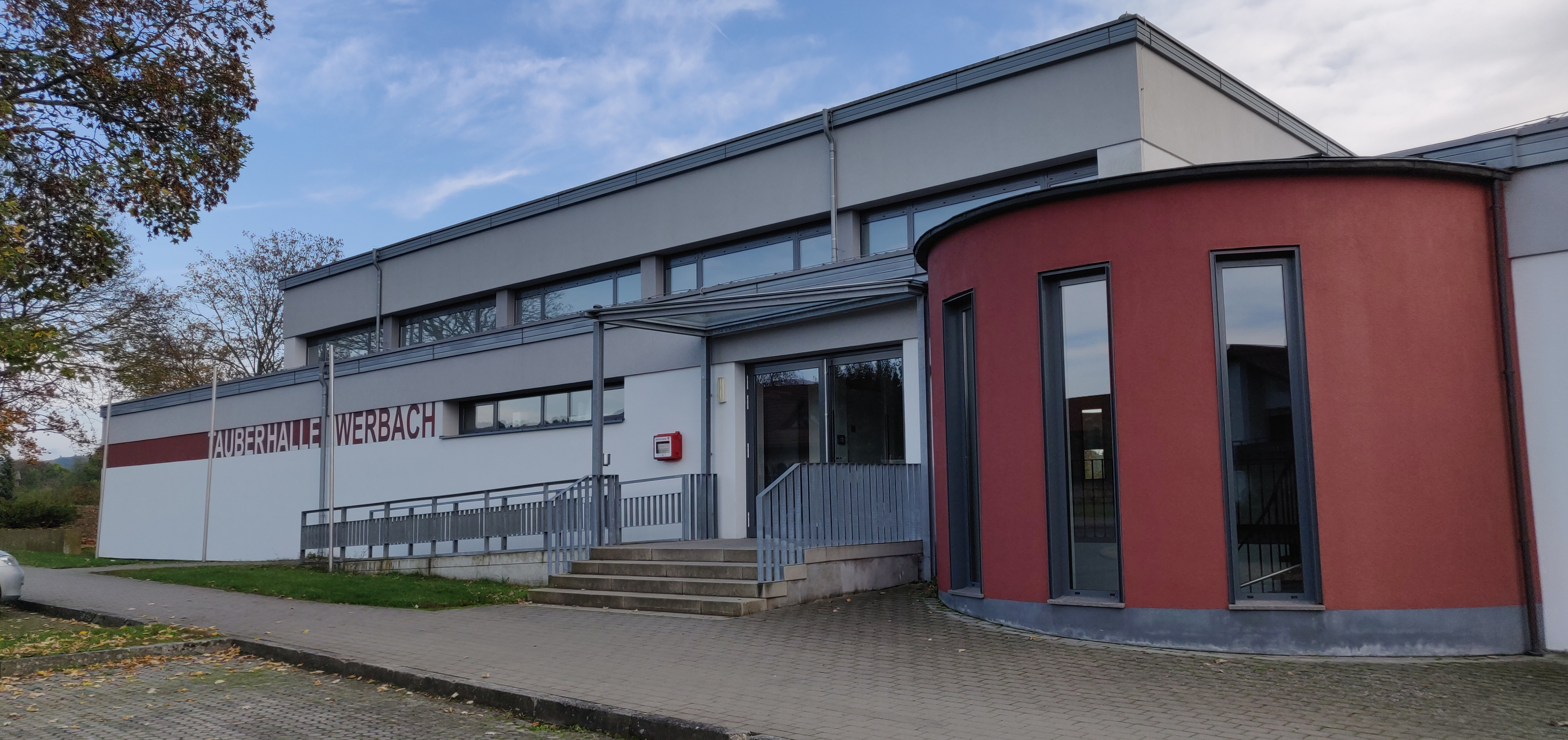
Trainingsstätte von Future Fencing in der Tauberhalle Werbach

Future Fencing Werbach ist seit 2018 ein Idealverein zur Förderung des Sports mit Sitz in Werbach im Main-Tauber-Kreis in Baden-Württemberg. Future Fencing Werbach trainiert in der Tauberhalle Werbach.

## Geschichte

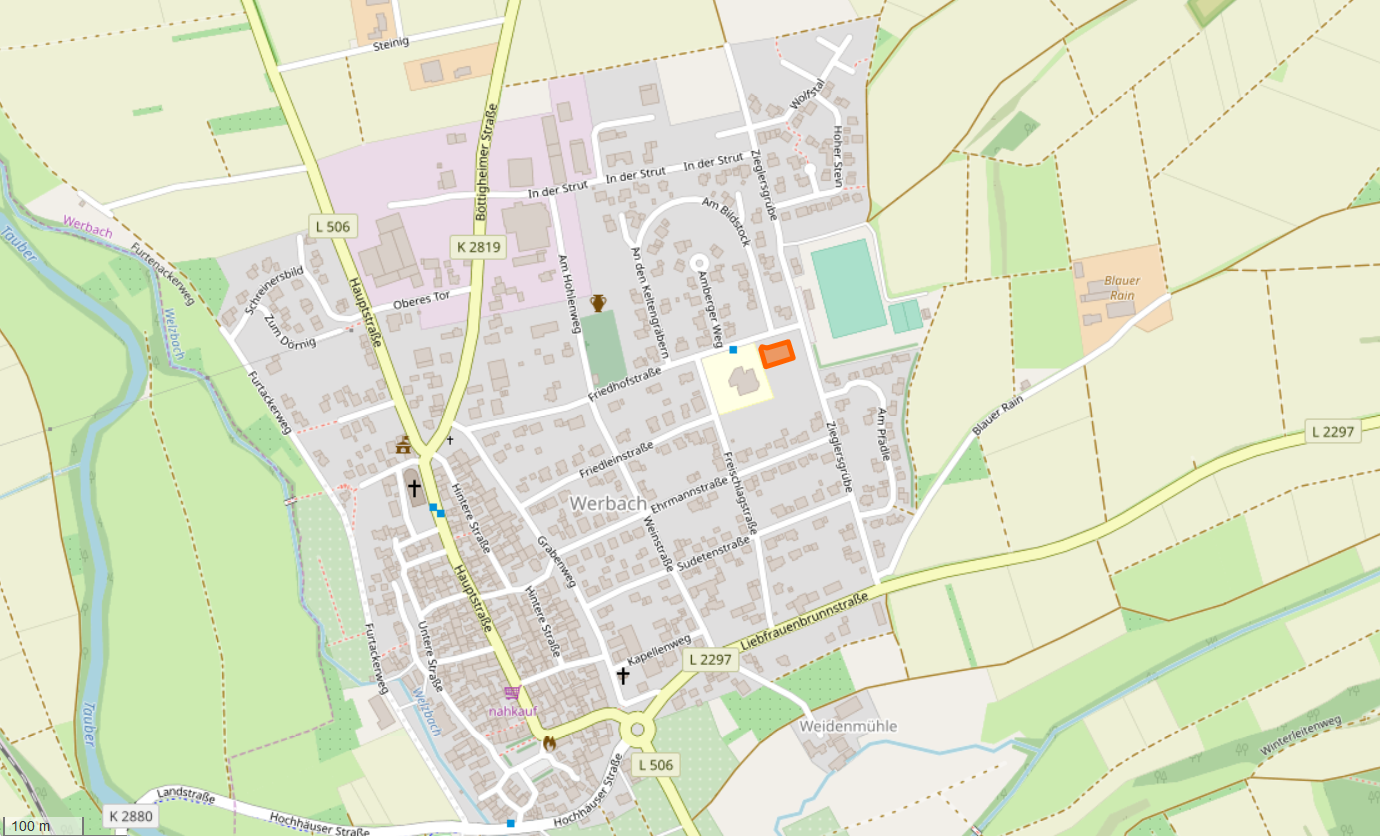
Lage der Trainingsstätten von Future Fencing in der Tauberhalle Werbach

Future Fencing Werbach wurde 2018 als eigenständiger Verein gegründet. Der Werbacher Fechtstandort feiert 2019 hingegen bereits sein 25-jähriges Bestehen. Unter Emil Beck wurde eine Fechtabteilung in Werbach gegründet, zunächst als reiner Säbel-Verein. 2018 kam das Florett als Disziplin hinzu. Ab Sommer 2022 ließ Future Fencing Werbach seinen aktiven Fechtbetrieb bis auf weiteres ruhen.

## Bekannte Sportler und Trainer
Zu den bekannten Sportlern und Trainern des Vereins zählen Leonie Ebert, Carolin Golubytskyi, Björn Hübner, Anne Sauer und Rita König, die zuvor jeweils bis 2018 beim Fecht-Club Tauberbischofsheim aktiv waren. 2022 wechselte die amtierende Florett-Europameisterin Leonie Ebert nach vier Jahren zurück zum Fecht-Club Tauberbischofsheim. Mit ihr ging auch Carolin Golubytskyi.

## Erfolge

### Deutsche Meisterschaften
Bei Deutschen Fechtmeisterschaften konnte Future Fencing Werbach die folgenden Erfolge erreichen:
Einzelmeister
 2019 im Damenflorett-Einzel
 2019 im Herrensäbel-Einzel
Mannschaftsmeister
 2019 mit der Damenflorett-Mannschaft

### Europameisterschaften
Einzeleuropameister
 2022 im Damenflorett-Einzel
Mannschaftseuropameister
 2019 mit der Herrensäbel-Mannschaft